# Vergeef me
Vergeef me is een Nederlandse drama-documentairefilm uit 2001, geregisseerd door Cyrus Frisch. In de hoofdrollen spelen Sylvia Kristel, Ellen ten Damme en Marien Jongewaard. De film is een productie van Phanta Vision en Stichting Filmkracht. 

## Verhaal
De film gaat over de verschillende levens van de zwakkere mensen in de samenleving. De alcoholistische hoerenloper Nico en diens psychotische vriendin Chiquita en haar ex-vriend Peter die aan een zeldzame ziekte lijdt, de aan een rolstoel gekluisterde heroïneverslaafde Achmed. En een vrouw wier dochter door een junkie vermoord is en Astrid, die droomt over een carrière als zangeres.